# Oscar Furlong
Óscar Alberto Furlong (Buenos Aires, 22 de Outubro de 1927 - Buenos Aires, 11 de junho de 2018) foi um basquetebolista profissional argentino atualmente aposentado que participou do título de campeão da Seleção Argentina no Mundial de 1950 no qual também foi laureado como MVP (Most Valuable Player) do torneio.

## Biografia
Óscar Furlong nasceu em Buenos Aires filho de Carlos Martín Furlong que tinha ascendência irlandesa e de Elena Chretienneau nascida na Irlanda que estava estabelecidos na capital da Argentina. O primeiro esporte que despertou interesse em Furlong foi o tênis, mas como na época a equipe do Gimnasia y Esgrima de Villa del Bosque, clube frequentado por Furlong, havia criado equipe de basquete e devido a intensa demanda de jogadores de tenis, era permitido jogar apenas períodos de meia hora, desta forma, Furlong alternava entre o tênis e o basquete. Em 1944 estreou na equipe adulta do GMVB aos dezessete anos e na temporada seguinte foi campeão iniciando hegemonia no Campeonato de Buenos Aires. Sua personalidade divertida rendeu a ele o apelido de "Pillin".
Foi um dos quatorze convocados da Seleção Argentina para os Jogos Olímpicos de Verão de 1948 na devastada Londres do pós Guerra na qual alcançou a 15ª colocação. Em detrimento da derradeira posição dos argentinos, Furlong gerou interesse de equipes dos Estados Unidos, Minneapolis Lakers (Atual Los Angeles Lakers) e o Baltimore Bullets que era integrantes da NBL convidaram-no para jogar nos EUA, Óscar declinou o convite pois afirmou que o basquete não era para ele uma profissão e sim apenas um hobby.
Devido a grande demanda das seleções pelo basquete nos Jogos de 1948, a FIBA optou por fazer um campeonato mundial intercalando com os Jogos Olímpicos. A Argentina foi escolhida por ser membro-fundadora da FIBA e pelo estado de crise que acometia a Europa. Outro fator que pesou foi que Perón era um aficionado por basquetebol em sua juventude. Neste cenário jogando o primeiro Campeonato Mundial de Basquetebol Masculino em casa, Óscar Furlong liderou a equipe treinada por Jorge Canavesi ao título mundial e de quebra alcançou tamanho destaque ao ser homenageado como melhor jogador do torneio (MVP). A Argentina com campanha irrepreensível (6 jogos, 6 vitórias) venceu na final a Seleção dos Estados Unidos por 64-50 com Furlong sendo "cestinha" marcando 20 pontos.
Morreu em 11 de junho de 2018, aos 90 anos, em Buenos Aires, na Argentina.

## Prêmios e reconhecimentos

### Por clubes
- 6x Campeão de Buenos Aires (1945, 1946, 1947, 1948, 1951 e 1954)[nota 1]

### Com a Seleção Argentina
- Campeão do Mundo em 1950
  - MVP do Mundial de 1950

- Campeão do torneio de basquetebol nas Jogos Mundiais Universitários de 1953 em Dortmund[nota 2]

- Medalha de Prata nos Jogos Pan-americanos de 1951 e 1955